# Contea di Wayne (New York)
La contea di Wayne in inglese Wayne County, è una contea dell'area occidentale dello Stato di New York negli Stati Uniti. Il capoluogo è Lyons.

## Geografia fisica
La contea si trova nel nord-ovest dello Stato e si affaccia a nord sul lago Ontario. Il territorio è prevalentemente pianeggiante. Lungo la costa del lago Ontario si apre la Great Sodus Bay in cui emergono le isole di Eagle, LeRoy e Newark. Un tratto di costa del lago Ontario ad est della baia, contraddistinto da falesie di argilla, è protetto dal parco statale di Chimney Bluffs. Nell'area centrale scorre il Sodus Creek che sfocia nella baia omonima. Altri fiumi che sfociano nel lago Ontario sono il Wolcot Creek ed il Salmon Creek. Nell'area meridionale scorre verso oriente il Ganargua Creek. Alla confluenza del Canandaigua Creek nel Ganargua Creek è situata la città di Lyons che funge da capoluogo di contea. Il canale Erie attraversa da ovest a est l'area meridionale della contea.

### Contee confinanti
- Contea di Cayuga - est
- Contea di Seneca - sud-est
- Contea di Ontario - sud
- Contea di Monroe - ovest

## Storia
I primi abitanti del territorio contea furono i nativi di lingua algonchina Seneca. Quando fu istituita la Provincia di New York nel 1683, l'area dell'attuale contea faceva parte della contea di Albany. La contea di Wayne fu istituita nel 1823 congiungendo dei territori che fino ad allora avevano fatto parte delle contee di Seneca e Ontario. La contea venne nominate Wayne in onore del generale statunitense della guerra d'indipendenza Anthony Wayne.

## Contee
- Arcadia - town
- Butler - town
- Clyde - village
- Galen - town
- Huron - town
- Lyons (capoluogo) - town
- Macedon - town
- Marion - town
- Newark - village
- Ontario - town
- Palmyra - town
- Red Creek - village
- Rose - town
- Savannah - town
- Sodus - town
- Sodus Point - village
- Walworth - town
- Williamson - town
- Wolcott - town